# Springfield (Mode)

Springfield ist eine 1988 gegründete Tochterfirma des spanischen Textilkonzerns Cortefiel mit Hauptsitz in Madrid.
Das Label Springfield verkauft Damen- und Herrenmode in 35 Ländern in Europa, Asien, Südamerika und Nordamerika (Kanada) und baut mit der Geschäftsmethode des Franchising sein Vertriebssystem kontinuierlich aus. Nach Firmenangaben werden derzeit an weltweit 600 Standorten knapp 3500 Mitarbeiter beschäftigt. In Deutschland haben sich 40 Geschäfte sowie mehrere Shop-in-shop-Verkaufsflächen etabliert, die in Kooperation mit den Handelsketten Kaufhof und Peek & Cloppenburg betrieben werden (Stand jeweils: 2007).
Springfield produziert und verkauft überwiegend Kleidung für Männer zu erschwinglichen Preisen; seit September 2006 befindet sich auch Damenmode im Sortiment. Mit sportlich-eleganter und bequemer Mode spricht das Unternehmen die junge, kosmopolitisch ausgerichtete Großstadtbevölkerung an. Das Marketing-Konzept der Firma betont einen Minimalismus des Ausdrucks, eine „Rückkehr zur Natur“ und einen entschieden „europäischen“ Stil. Letzterem Konzept trägt der Slogan „Born in Europe“ Rechnung. Das Springfield-Angebot stammt allerdings zum weitaus größten Teil aus außereuropäischer Produktion, was die niedrigen Preise erklärt. Hergestellt werden die Waren u. a. in Marokko und Asien.
1997 gründete das Unternehmen in Barcelona die Stiftung Fundación Natura, die es sich zum Ziel gesetzt hat, die biologische Artenvielfalt durch Schutz und Wiederherstellung der natürlichen Ökosysteme zu erhalten. Zu diesem Zweck erwirbt die Stiftung wertvolle Grundstücke, um sie in Naturreservate zu verwandeln.
Springfield ist offizieller Sponsor der spanischen Handballnationalmannschaft.
Im März 2009 wurde Springfield Deutschland von dem Fashionlabel Tally Weijl übernommen, das nur wenige Stores zu „Testzwecken“ behalten hat.